# Calisto arcas
Calisto arcas är en fjärilsart som beskrevs av Bates 1939. Calisto arcas ingår i släktet Calisto och familjen praktfjärilar. Inga underarter finns listade i Catalogue of Life.